# Розенберг (Курляндия)
Розенберг — баронский род, происходящий из Моравии, поселившийся в Курляндии в начале XVI века и внесённый в курляндский дворянский матрикул (2 августа 1631 года) и в V часть родословной книги Новгородской губернии.
Определениями Правительствующего сената от 10 июня 1853 и 28 февраля 1862 годов, за курляндской дворянской фамилией фон Розенберг признан баронский титул. Определением Правительствующего Сената, от 7 мая 1857 года, утвержден в баронском достоинстве, со внесением в V часть Родословной Книги, ротмистр Александр-Вильгельм-Фридрих Карлович-Эрнестович фон Розенберг.
Известные представители:
- Розенберг, Андрей Григорьевич
- Розенберг, Герман фон[источник не указан 4589 дней]
- Розенберг, Михаил Фёдорович
- Розенберг, Вера Михайловна
- Розенберг, Михаил Михайлович

## Описание герба
8 золотом поле красный пояс между трех красных роз (2 + 1).
Щит увенчан коронованным дворянским шлемом. Нашлемник — три страусовых пера: одно красное и два золотых. Намет красный с золотом.